# شهر هرت (فیلم ۱۴۰۱)
شهر هرت فیلم کمدی اجتماعی ایرانی به کارگردانی کریم امینی و نویسندگی مهدی محمدنژادیان و پدرام کریمی و تهیه‌کنندگی محمدحسین فرحبخش محصول سال ۱۴۰۱ است.

## خلاصه داستان
داستان یک خواهر و برادر به نام‌های «پرویز» و «پرستو» را روایت می‌کند که خرج خود را از راه سرکیسه کردن خانواده‌های پولدار درمی‌آورند. پرویز با کرایه کردن یک ماشین نعش‌کش به خانه مرده‌های پولدار می‌رود و با دادن آدرس آن‌ها به خواهرش پرستو شرایط کلاهبرداری را مهیا می‌کند. پرستو به‌عنوان همسر دوم متوفی و با یک صیغه‌نامه جعلی وارد مراسم می‌شود و با معرفی کردن خود به عنوان همسر مبلغی حق‌السکوت دریافت می‌کند.
پرستو که ۴۳ ساله است و نامزدش در زندان به سر می‌برد تلاش می‌کند او را آزاد کند. اما در یکی از کلاهبرداری‌های مشترک‌شان با پرویز اسیر باند خطرناک و مافیاییِ «سالار» می‌شوند که به تازگی مقدار زیادی دلار اختلاس کرده و با جا زدن خود به عنوان مرده قصد فرار از ایران را دارد. پرستو متوجه این اقدام سالار می‌شود و تلاش می‌کند از این اطلاعات جدید برای تَلَکه کردن بیشتر او استفاده کند. غافل از این‌که سرنوشت شرایط دیگری را برای او و پرویز رقم زده

## بازیگران
- پژمان جمشیدی در نقش پرویز
- شبنم مقدمی در نقش پرستو
- بابک کریمی در نقش سالار
- اکبر رحمتی در نقش اشکان
- شهین تسلیمی در نقش زن حاجی
- بهناز پورفلاح
- مهدی حاجی‌زاده
- رضا نیلی
- یاشار مؤمن‌زاده
- شراره ارمغانی
- علی کریمیان
- گیتی شاکری
- سولماز صادقی
- رحمت نوری
- وحید اسمی‌خانی
- منصور نوری
- حسین لواسانی